# حمله عاشورا ۱۳۹۵ بلخ
حمله عاشورا ۱۳۹۵ بلخ یک حمله مسلحانه در شهر بلخ مرکز ولسوالی بلخ افغانستان بود که حدود ساعت ۳:۳۰ دقیقه بعدازظهر روز ۲۱ میزان/مهر ۱۳۹۵ هنگام خروج مردم از مسجد پس از عزاداری عاشورا رخ داد. در این حمله ۱۴ تن کشته و دستکم ۷۰ تن دیگر زخمی شدند. قربانیان این حمله از مردم هزاره و شیعیان تشکیل می‌داد و در بین قربانیان زنان و کودکان نیز حضور دارد.

## جزئیات
حمله حوالی ساعت ۳:۳۰ دقیقه بعدازظهر روز ۲۱ میزان/مهر ۱۳۹۵ و هنگام خروج مردم از مسجد پس از مراسم روز عاشورا رخ داد. به گفته برخی شاهدان عینی، ابتدا به سمت عزاداران یک بمب دستی پرتاب شده و پس از آن صدای شلیک گلوله و انفجارهای دیگر نیز شنیده‌اند. برخی مقامات محلی در بلخ گفته‌اند که انفجار توسط یک بمب جاسازی شده که از طریق کنترل از راه دور، منفجر شده‌است. مسئولان درمانی محلی به رادیو آزاد اروپا گفته‌اند که بیشتر مجروحان این حمله را اطفال تشکیل می‌دهد.

## واکنش‌ها
- محمداشرف غنی در واکنش به این حمله و حمله شب تاسوعا کابل اعلامیه‌ای منتشر و این جنایات را محکوم کرد و از علمای دینی خواستار شناسایی توطئه‌های دشمن برای ایجاد تفرقه مذهبی در افغانستان و مقابله با آن شد.[۶]

## مسئولیت
داعش مسئولیت حمله به این مسجد را بر عهده گرفت.